# Eraser (bài hát của Ed Sheeran)
"Eraser" là bài hát của nam ca sĩ kiêm nhạc sĩ người Anh Ed Sheeran trích trong album phòng thu thứ ba ÷ (2017) của anh. Bài hat được sáng tác và sản xuất bởi Sheeran và Johnny McDaid. Sau khi album ra mắt, bài hát đạt vị trí thứ 14 trên UK Singles Chart dù không phải đĩa đơn chính thức.

## Xếp hạng và chứng nhận
| Bảng xếp hạng (2017)                            | Vị trí cao nhất |
| ----------------------------------------------- | --------------- |
| Úc (ARIA)                                       | 31              |
| Áo (Ö3 Austria Top 40)                          | 35              |
| Canada (Canadian Hot 100)                       | 36              |
| Cộng hòa Séc (Singles Digitál Top 100)          | 20              |
| Đan Mạch (Tracklisten)                          | 20              |
| Pháp (SNEP)                                     | 75              |
| Trường songid là BẮT BUỘC CHO BẢNG XẾP HẠNG ĐỨC | 21              |
| Ireland (IRMA)                                  | 15              |
| Ý (FIMI)                                        | 35              |
| Hà Lan (Single Top 100)                         | 19              |
| Slovakia (Singles Digitál Top 100)              | 21              |
| Thụy Điển (Sverigetopplistan)                   | 31              |
| Anh Quốc (OCC)                                  | 14              |
| Hoa Kỳ Billboard Hot 100                        | 90              |

| Quốc gia                                                    | Chứng nhận | Số đơn vị/doanh số chứng nhận |
| ----------------------------------------------------------- | ---------- | ----------------------------- |
| Anh Quốc (BPI)                                              | Bạc        | 200.000‡                      |
| ‡ Chứng nhận dựa theo doanh số tiêu thụ và phát trực tuyến. |            |                               |